# Utta Danella – Eine Nonne zum Verlieben
Utta Danella – Eine Nonne zum Verlieben ist eine deutsche Komödie aus dem Jahr 2010. Die Verfilmung geht zurück auf Utta Danellas Roman Die Jungfrau im Lavendel und ist die 20. Folge der Filmreihe. Die Hauptrollen sind besetzt mit Anna Brüggemann, Michaela May und Michael Mendl.

## Handlung
Louisa steht vor dem Eintritt ins Noviziat eines Klosters. Kurz davor erfährt sie vom Tod ihres Onkels Theodor. Er hat ihr auch die Hälfte seines Vermögens vererbt. Dieses Geld möchte Louisa nutzen, um das klösterliche Kinderheim zu retten. Auf den Rat von Schwester Barbara reist sie zum Landgut von Theodor und ihres Bruders Danio. Dieser wurde von Theodor zum Parfümeur ausgebildet. Ihr Bruder ist wenig davon begeistert, die Erbschaft mit ihr zu teilen. Fabian, Freund und Geschäftspartner von Danio, verliebt sich in Louisa. Louisa geht es ähnlich und sie hadert mit ihrem Entschluss, ins Kloster zu gehen. Schwester Barbara kennt die Situation, da es ihr mit Alfons ähnlich ging.

## Produktion
Die Erstausstrahlung im Programm Das Erste erfolgte am 23. April 2010.

## Rezensionen
Tittelbach.tv schreibt: „[Dieser Film] vernebelt einem nur die Sinne, anstatt sie anzuregen.“
TV Spielfilm beschreibt den Film als eine „zwischen vollen Breznkörben und Bierkrügen ins Bild gerückte, kreuzbiedere TV-Schmonzette um eine selbstlose Noviziatsanwärterin“ und bittet nur: „Oh Herr, gib uns ein besseres Programm!“